# Łuczynów (Kozienice)
Pour les articles homonymes, voir Łuczynów.
Łuczynów (prononciation : [wuˈt͡ʂɨnuf]) est un village polonais de la gmina de Kozienice dans le powiat de Kozienice de la voïvodie de Mazovie dans le centre-est de la Pologne.
Il se situe à environ 6 kilomètres au nord-ouest de Kozienice (siège du powiat) et à 76 kilomètres au sud-est de Varsovie (capitale de la Pologne).
Le village possède approximativement une population de 1100 habitants en 2014.

## Histoire
De 1975 à 1998, le village appartenait administrativement à la voïvodie de Radom.